# گمینا لوبیخووو
گمینا لوبیخووو (به لهستانی:  Gmina Lubichowo) یک گمینا در لهستان است که در شهرستان استاروگارد واقع شده‌است. گمینا لوبیخووو ۱۶۱٫۰۱ کیلومتر مربع مساحت و ۵٬۶۲۷ نفر جمعیت دارد.